# Vernioz
Vernioz is een gemeente in het Franse departement Isère (regio Auvergne-Rhône-Alpes). De plaats maakt deel uit van het arrondissement Vienne. Vernioz telde op 1 januari 2022 1.503 inwoners. 

## Geografie
De oppervlakte van Vernioz bedroeg op 1 januari 2022 11,32 vierkante kilometer; de bevolkingsdichtheid was toen 132,8 inwoners per km².

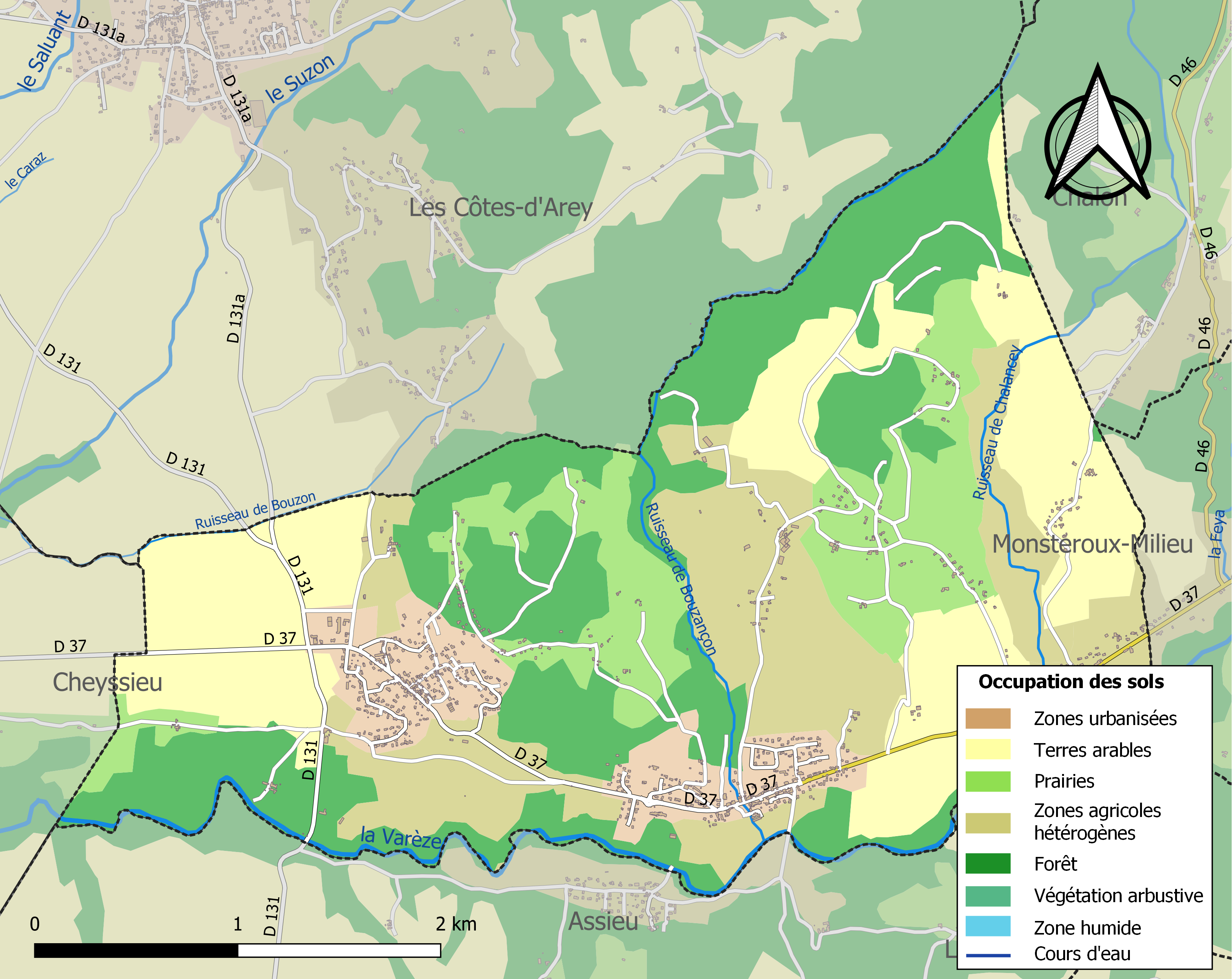
Kaart van de gemeente met de belangrijkste infrastructuur, bodemgebruik en omliggende gemeenten

## Demografie
Onderstaande figuur toont het verloop van het inwonertal (bron: INSEE-tellingen).